# Данієль Скаанінг
Данієль Скаанінг (дан. Daniel Skaaning, 22 червня 1993) — данський плавець.
Учасник Олімпійських Ігор 2012, 2016 років.